# Alex Segal
Alex Segal (født 1. juli 1915, død 22. august 1977) var en amerikansk instruktør og producer af fjernsynsserier og film, samt filminstruktør.
Segal instruerede over 25 fjernsynsproduktioner, inklusive Celanese Theater (1951–52), mellem sin debut som instruktør på Starring Boris Karloff (1949) og sin død.
Segal instruerede også nogle film, heriblandt Joy in the Morning i 1965.
Han modtog adskillige Emmy-nomineringer som instruktør i 1950'erne og vandt en Primetime Emmy Award for at instruere Death of a Salesman i 1966. Segal sad også som formand for Division of Drama på University of Southern California fra 1971–1976.

## Filmografi

### Som instruktør
| År        | Titel                                  | Noter        |
| --------- | -------------------------------------- | ------------ |
| 1949      | Volume One                             | 1 episode    |
| 1949      | Starring Boris Karloff                 |              |
| 1949-1950 | Actors Studio                          | 4 episodes   |
| 1950-1951 | Pulitzer Prize Playhouse               | 3 episodes   |
| 1951-1952 | Celanese Theatre                       | 16 episodes  |
| 1952      | Columbia University Seminar            |              |
| 1953-1954 | The Campbell Playhouse                 | 2 episodes   |
| 1953-1958 | The United States Steel Hour           | 11 episodes  |
| 1956      | Ransom!                                |              |
| 1956      | Producers' Showcase                    | 3 episodes   |
| 1958      | Kraft Television Theatre               | 1 episode    |
| 1958-1961 | The DuPont Show of the Month           | 6 episodes   |
| 1959      | Playhouse 90                           | 2 episodes   |
| 1960-1961 | NBC Sunday Showcase                    | 3 episodes   |
| 1961      | Alcoa Premiere                         | 1 episode    |
| 1963      | Hedda Gabler                           | 1 episode    |
| 1963      | Bob Hope Presents the Chrysler Theatre | 1 episode    |
| 1963      | All the Way Home                       |              |
| 1964      | The Nurses                             | 1 episode    |
| 1965      | Joy in the Morning                     |              |
| 1965      | Harlow                                 |              |
| 1966      | Death of a Salesman                    |              |
| 1966      | ABC Stage 67                           | 1 episode    |
| 1967      | The Crucible                           | TV-film      |
| 1967      | The Diary of Anne Frank                | TV-film      |
| 1968      | Certain Honorable Men                  | TV-film      |
| 1970      | To Confuse the Angel                   | TV-film      |
| 1971      | Decisions! Decisions!                  | TV-film      |
| 1973      | The Lie                                | TV-film      |
| 1975      | My Father's House                      | TV-film      |
| 1976      | The Story of David                     | TV-film      |
| 1976      | Rich Man, Poor Man Book II             | TV miniserie |

### Som producer
- Celanese Theatre (1951-1952; 15 episoder)
- Producers' Showcase (1956; 3 episoder)
- No Time for Sergeants (1958)